# Colton Ford
Colton Ford (Pasadena, 12 ottobre 1962 – Palm Springs, 19 maggio 2025) è stato un cantante e attore pornografico statunitense.
Dal 2001 al 2004 lavorò principalmente come attore pornografico, partecipando a numerosi film pornografici gay, mentre dal 2004 in poi si dedicò alla carriera di musicista dance.

## Biografia
Iniziò la sua carriera come musicista ma in seguito, spinto dal fidanzato, l'ex pornodivo Blake Harper, entrò nel mondo della pornografia gay, partecipando negli anni ad oltre 20 film pornografici gay, ricoprendo sia il ruolo di passivo che di attivo.
Abbandonò la carriera pornografica nel 2004, dedicandosi quindi esclusivamente alla sua prima passione, la musica, diventando un cantante e cantautore di musica house/dance. Pubblicò i singoli Everything e The Way You Love Me, realizzando inoltre una cover del brano di Stevie Wonder Signed, Sealed, Delivered I'm Yours. La musica gli permise di esibirsi nei più esclusivi club statunitensi ma soprattutto europei.
Parallelamente alla musica, continuò con la recitazione, avendo il primo ruolo non per adulti, nel documentario Naked Fame, narrante la sua transizione dal porno alla musica. Nel 2007 partecipò alla serie tv horror a tematica gay, The Lair, dove interpretò lo sceriffo Trout. Nello stesso anno pubblicò il suo primo album, Tug of War.
Nel 2008 partecipò al film Another Gay Sequel: Gays Gone Wild!, sequel di Another Gay Movie e nello stesso anno fece parte del cast del True Colors Tour, conoscendo in quell'occasione Cyndi Lauper e apparendo successivamente nel videoclip di lei, Into the Night Life.

## Videografia porno
- "Aftershock" (Mustang Studios - Falcon Studios)
- "Bearing Leather" (All Worlds Video)
- "Bringing Out Brother" (All Worlds Video)
- "Closed Set: The New Crew" (MSR Videos)
- "Colton" (All Worlds Video)
- "Conquered" (All Worlds Video)
- "Gang Bang Cafe" (MEN of Odyssey)
- "Head Games" (Jocks Studios)
- "Porn Struck II" (All Worlds Video)
- "Prowl 3: Genuine Leather" (MSR Videos)
- "Still Untamed" (All Worlds Video)

## Filmografia
- Naked Fame (2004) - documentario
- The Lair (2007-2008) - serie TV
- Another Gay Sequel: Gays Gone Wild! (2008)

## Riconoscimenti
- GayVN Awards
  - 2003 - Gay Performer of the Year (ex aequo con Michael Brandon)
- Grabby Awards
  - 2002 - Best Group Sex Scene per Conquered (con Nino Bacci, Blake Harper, Billy Herrington, Jay Ross)

## Discografia

### Album
- Tug of War – 2007
- Under the Covers – 2009
- The Way I Am – 2013

### Singoli
- Everything
- You Get What You Get
- Signed Sealed Delivered (con Pepper Mashay)
- That's Me (feat. Cazwell & Stephen Reed)
- The Way You Love Me
- Tug of War (My Heart Won't Let Go)
- Trouble (cover di Britney Spears)
- Losing My Religion (cover dei R.E.M.)